# La Réorthe
La Réorthe és un municipi francès situat al departament de Vendée i a la regió de País del Loira. L'any 2007 tenia 970 habitants.

## Demografia

### Població
El 2007 la població de fet de La Réorthe era de 970 persones. Hi havia 383 famílies de les quals 99 eren unipersonals (62 homes vivint sols i 37 dones vivint soles), 132 parelles sense fills, 123 parelles amb fills i 29 famílies monoparentals amb fills.
La població ha evolucionat segons el següent gràfic:
Habitants censats

### Habitatges
El 2007 hi havia 496 habitatges, 398 eren l'habitatge principal de la família, 57 eren segones residències i 41 estaven desocupats. 487 eren cases i 8 eren apartaments. Dels 398 habitatges principals, 327 estaven ocupats pels seus propietaris, 67 estaven llogats i ocupats pels llogaters i 4 estaven cedits a títol gratuït; 3 tenien una cambra, 20 en tenien dues, 67 en tenien tres, 88 en tenien quatre i 220 en tenien cinc o més. 350 habitatges disposaven pel capbaix d'una plaça de pàrquing. A 173 habitatges hi havia un automòbil i a 197 n'hi havia dos o més.

### Piràmide de població
La piràmide de població per edats i sexe el 2009 era:
| Homes | Edats   | Dones |
| ----- | ------- | ----- |
| 0     | 95 o +  | 0     |
| 0     | 90 a 94 | 8     |
| 0     | 85 a 89 | 0     |
| 12    | 80 a 84 | 16    |
| 24    | 75 a 79 | 24    |
| 28    | 70 a 74 | 40    |
| 16    | 65 a 69 | 8     |
| 24    | 60 a 64 | 20    |
| 4     | 55 a 59 | 28    |
| 40    | 50 a 54 | 44    |
| 36    | 45 a 49 | 40    |
| 32    | 40 a 44 | 16    |
| 24    | 35 a 39 | 32    |
| 28    | 30 a 34 | 12    |
| 16    | 25 a 29 | 16    |
| 12    | 20 a 24 | 12    |
| 40    | 15 a 19 | 40    |
| 16    | 10 a 14 | 20    |
| 8     | 5 a 9   | 12    |
| 8     | 0 a 4   | 16    |

## Economia
El 2007 la població en edat de treballar era de 607 persones, 455 eren actives i 152 eren inactives. De les 455 persones actives 411 estaven ocupades (234 homes i 177 dones) i 45 estaven aturades (23 homes i 22 dones). De les 152 persones inactives 56 estaven jubilades, 44 estaven estudiant i 52 estaven classificades com a «altres inactius».

### Ingressos
El 2009 a La Réorthe hi havia 408 unitats fiscals que integraven 1.009,5 persones, la mediana anual d'ingressos fiscals per persona era de 16.106 €.

### Activitats econòmiques
Dels 28 establiments que hi havia el 2007, 2 eren d'empreses alimentàries, 2 d'empreses de fabricació d'altres productes industrials, 12 d'empreses de construcció, 3 d'empreses de comerç i reparació d'automòbils, 3 d'empreses de transport, 1 d'una empresa d'hostatgeria i restauració, 3 d'empreses de serveis, 1 d'una entitat de l'administració pública i 1 d'una empresa classificada com a «altres activitats de serveis».
Dels 14 establiments de servei als particulars que hi havia el 2009, 3 eren tallers de reparació d'automòbils i de material agrícola, 3 paletes, 1 guixaire pintor, 4 fusteries, 1 lampisteria, 1 electricista i 1 restaurant.
Els 2 establiments comercials que hi havia el 2009 eren fleques.
L'any 2000 a La Réorthe hi havia 37 explotacions agrícoles que ocupaven un total de 1.260 hectàrees.

## Equipaments sanitaris i escolars
El 2009 hi havia 1 escola elemental i 1 escola elemental integrada dins d'un grup escolar amb les comunes properes formant una escola dispersa.

## Poblacions més properes
El següent diagrama mostra les poblacions més properes.